# Fatti di Innsbruck

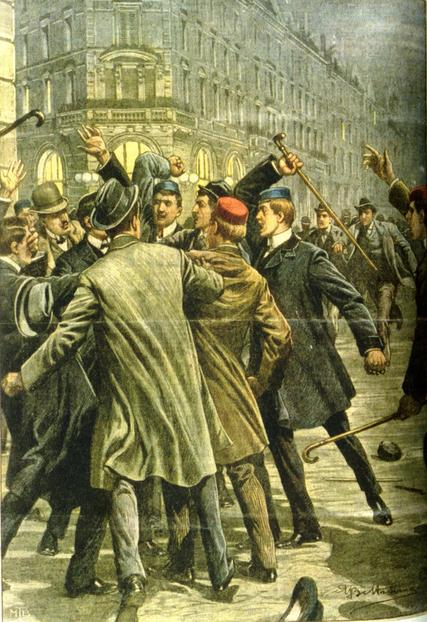
Rappresentazione dei "Fatti di Innsbruck"

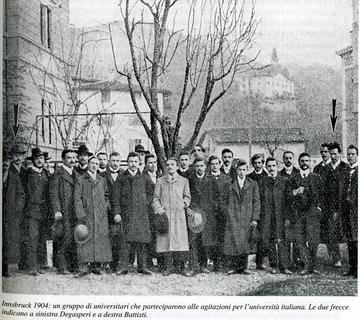
Gli universitari che parteciparono alle agitazioni. Le due frecce indicano a sinistra Alcide De Gasperi e a destra Cesare Battisti.

I Fatti di Innsbruck furono degli scontri di carattere nazionalista e antitaliano, provocati da studenti pangermanisti austriaci, che si opponevano all'apertura di una facoltà di lingua italiana presso l'Università di Innsbruck.

## Storia
Già dal 1848, nei territori austro-ungarici con maggioranza italiana si richiedeva insistentemente la creazione di un'università italiana, dato che esistevano già numerosi asili e scuole in lingua italiana nelle zone interessate. I circoli conservatori viennesi e di Innsbruck temevano però che la costruzione di un'università italiana nel proprio territorio potesse portare ad un focolaio di radicalismo politico, e come conseguenza diretta, irredentistico.
Nel maggio del 1903 gli studenti tedeschi contrastarono con forza l'entrata del nuovo professore di economia politica Giovanni Lorenzoni. Tale evento fu portato in parlamento da Valeriano Malfatti che protestò contro la grave aggressione avvenuta contro un rappresentante della cultura italiana.
Per la sua costruzione gli studenti italiani decisero un piano, e cioè di iscriversi numerosi all'Università di Innsbruck, in modo tale che si comprendesse che questa non era sufficiente per contenere anche gli studenti di madrelingua italiana. Gli italiani volevano una "utraquizzazione", ovvero una suddivisione linguistica dell'università, volendo aprirne una parallela, ma in lingua italiana. Questo era però un falso progetto, poiché in realtà miravano ad altro. Infatti speravano che tale soluzione venisse respinta e quindi di poterla trasformare in una richiesta di apertura di un'università in lingua italiana a Trieste. Dal punto di vista di Alcide De Gasperi, allora studente di filosofia a Vienna, questa poteva essere una buona soluzione, ma pensava anche ad una soluzione per Trento.
Gli italiani decisero però per "Trieste o nulla!". Il 27 settembre 1904 il ministro dell'istruzione decise l'istituzione di una facoltà provvisoria di giurisprudenza in lingua italiana a Innsbruck. Essa fu inaugurata il 3 novembre in un edificio di Wilten, nei pressi di Innsbruck. All'inaugurazione molti studenti italiani provenienti da altre città austriache accorsero per partecipare a tale manifestazione. Per continuare i festeggiamenti, sia professori che studenti si trasferirono nella vicina locanda Weißes Kreuz (Croce Bianca), in Herzog-Friedrich Strasse; anche De Gasperi e Cesare Battisti erano tra i presenti. Al di fuori di tale locanda si iniziarono a radunare diverse persone per dimostrare la loro "autodifesa" austriaca, andando a formare un blocco minaccioso per gli italiani, con la complicità di una polizia passiva. I cronisti locali dichiararono che un italiano "esclamò ingiuriamente", che vi erano stati degli spari da parte degli studenti, e che la polizia non era in grado di aiutarli nell'evacuazione. Solo l'intervento militare di Kaiserjäger e della fanteria riuscì a far evacuare dall'edificio gli italiani; nell'evacuazione rimase ucciso il pittore di origini ladine August Pezzey, colpito da una baionetta austriaca.
Tra il 4 e il 5 novembre, ci furono delle persecuzioni contro gli italiani ed i loro negozi presenti in città. I rappresentanti locali furono scortati verso la ferrovia per abbandonare il capoluogo.
Il senato di Innsbruck dichiarò il 7 novembre che "l'esistenza della facoltà italiana comprometterebbe continuamente l'università", e per tale motivo le lezioni, che non si tenevano già dal 3 novembre, furono annullate dal 7 novembre. Con il 17 novembre il presidente del consiglio Koerber decise che la facoltà italiana "aveva cessato di esistere", e l'edificio che ospitava la facoltà fu quindi distrutto.
A seguito degli scontri, 138 studenti italiani furono arrestati, fra essi vi erano Cesare Battisti, Alcide De Gasperi, Mario Magnago, Mario Scotoni e Antonio Pranzelores. Numerosi furono gli arrestati di origine giuliano-dalmata. I più furono rilasciati dopo una ventina di giorni, altri invece, come Battisti, furono rilasciati solamente a dicembre.
Ancora nel 1904 il governo di Vienna presentò una proposta di legge per l'istituzione di una facoltà giuridica a Rovereto, ma il progetto naufragò dopo il rifiuto del municipio a causa della forte presenza di politici irredentisti che preferiscono la politica del "Tanto peggio, tanto meglio!". Nel 1909 il governo asburgico propose la creazione dell'università italiana a Vienna, ma anche in questo caso i deputati irredentisti rifiutano la proposta.